# Tylecodon viridiflorus
Tylecodon viridiflorus ist eine Pflanzenart der Gattung Tylecodon in der Familie der Dickblattgewächse (Crassulaceae).

## Beschreibung

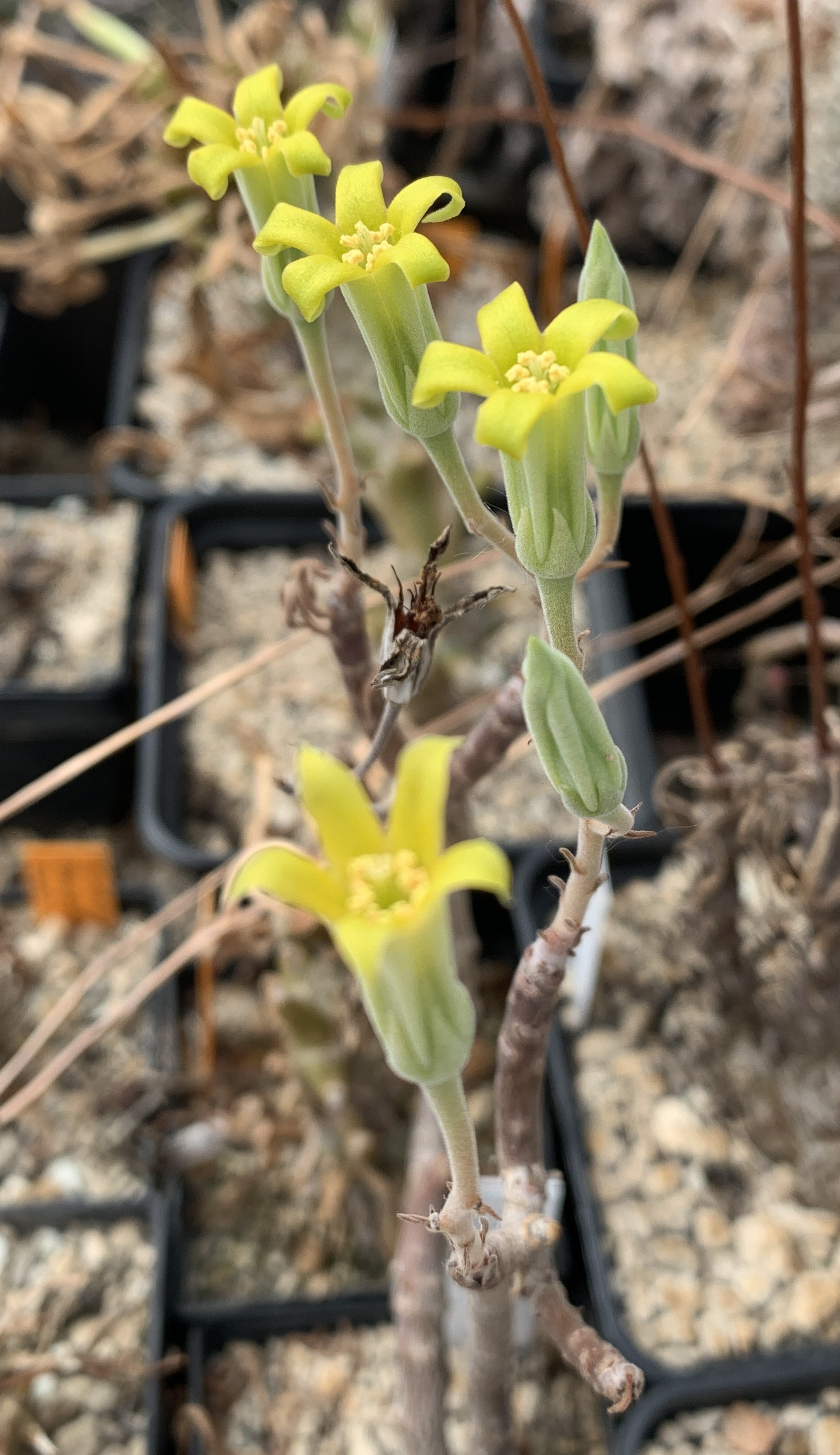
Blütenstand

Tylecodon viridiflorus wächst als aufrechter, wenig verzweigter Strauch und wird bis 35 Zentimeter hoch und erreicht 20 Zentimeter im Durchmesser. Aus der schwach knolligen Basis mit bis zu 1,5 Zentimeter Durchmesser entspringen einige Haupttriebe mit bis zu 1 Zentimeter Durchmesser. Sie besitzen eine graue und sich längs ablösende Rinde. Die jungen Triebe sind anfangs braun und verblassen im Alter. Die aufsteigenden bis ausgebreiteten Blätter stehen sehr dicht und sind elliptisch, verkehrt lanzettlich bis breit eiförmig und flach geformt. Sie sind mit Drüsenhaaren besetzt, werden 2 bis 5,5 Zentimeter lang und 0,8 bis 3 Zentimeter breit und sind manchmal dreilappig. Die Blattoberseite ist häufig rinnig geformt, an der Basis ist das Blatt keilförmig und die Spitze ist stumpf bis zugespitzt.
Der bis 4,5 Zentimeter hohe Blütenstand besteht aus Thyrsen mit 1 bis 3 Monochasien, die jeweils 1 bis 2 aufrechte Blüten tragen. Die röhrige Blütenkrone wird 14 bis 20 Millimeter lang und erreicht 5 Millimeter im Durchmesser. Sie ist grünlich gefärbt und die bis 7 Millimeter großen und ausgebreiteten Zipfel sind später zurückgebogen. Es werden geflügelte Samen ausgebildet.

## Systematik und Verbreitung
Tylecodon viridiflorus ist  in Südafrika in der Provinz Nordkap in der Sukkulenten-Karoo in Felsspalten verbreitet. Die Erstbeschreibung erfolgte 1977 durch Helmut Richard Tölken als Cotyledon viridiflora. Tölken selbst stellte die Art 1978 in die Gattung Tylecodon.
Zusammen mit Tylecodon torulosus und Tylecodon longipes bildet diese Art eine Gruppe verwandter Arten, die als einzige innerhalb der Gattung selten auch dreilappige Blätter ausbilden können.